# Наклонена равнина
Наклонена равнина – един от оригиналните шест прости механизми. Както подсказва и името, наклонената равнина е равна повърхност, чиито крайни точки са на различни височини. Използва се като прост механизъм, с който се печели сила. Спечелената сила се изчислява по формулата F=P.(h/l), където h-височината на наклонената равнина, l-дължината на лоста и P-теглото на тялото, което придвижваме. Както се вижда от формулата колкото пъти дължината на наклонената равнина→ l е по-голяма от височината на наклонената равнина→ h толкова пъти силата→ F е по-малка от теглото→ P на товара, тоест с наклонена равнина се печели сила. Можем да си направим извода, че колкото по-малък е наклона на дадена наклонена равнина толкова повече сила ще печелим.

## Печелене на сила
На фиг.1 е показан класически модел на наклонена равнина, с височина h и дължина l. Нека тялото се движи с постоянна скорост (равноускорително движение) под действието на сила F насочена успоредно на равнината, както е показано на чертежа. Работата е равна на → A=F.s, където F-силите действащи на това тяло, а s-пътят, който изминал даденото тяло, но в нашия случай s се замества с l (s→l) от, което равенството приема вида A=F.l. От закона за запазване на механичната енергия следва, че работата на силата F → A=F.l e равна на изменението на потенциалната енергия на това тяло, тоест A=F.l=Eп=m.g.h или просто F.l=m.g.h. Потенциалната енергия или накратко Eп е равна на масата→m умножена по земното ускорение→g и по височината на която се намирата тялото→h или Eп=m.g.h. Теглото е равно на силата на тежестта и на силата на реакция на опората (P=G=N=m.g), и тъй като теглото е равно на масата на тялото→m умножена по земното ускорение→g, то можем да заместим в досегашното получено равенство F.l=m.g.h и се получава F.l=P.h или по друг начин записано F/P=h/l. С простите механизми, като този се печели само сила, а не работа, тъй като от закона за запазване на енергията следва, че минималната работа необходима за издигането на това тяло на височина h и с тегло P=m.g, е равна на увеличението на потенциалната енергия на това тяло m.g.h=P.h →m.g.h=m.g.h→0=0 (с наклонена равнина не се печели работа).

## История
Предполага се, че в миналото наклонената равнина се е използвала от древните египтяни за построяването на древните пирамидите в Египет. Според някои историци древните египтяни са изволзвали снопове трупи (дърва) и върху тях слагали блоковете камък, за да ги прекарат до избраната от тях дестинация, благодарение и на наклонената равнина. Дори и до днес се използват наклонени равнини за прекарване на някакъв товар (от земята може да прекараш много тежък товар до някакъв камион например, и колкото по-дълга е дължината на наклонената равнина толкова повече сила ще се печели и по-лесно би се прекарал даденият товар/сега по-често се използват транспалетни и ножични колички, също така високоповдигачи, които работят с хидравлика. За по тежки товари се използват електрокари и кранове)

## Изчисляване на силите, действащи върху даден обект намиращ се върху наклонена равнина
За изчисляване на силата действаща на някакво тяло поставено върху наклонена равнина, ще разгледаме трите сили действащи върху него. Съпротивлението на въздуха може да се пренебрегне в повечето изчисления и задачи, освен ако тялото върху наклонената равнина не се движи с прекалено висока скорост. Ето ги трите сили действащи върху тялото, поставено върху наклонената равнина:
1. Силата на реакция на опората N (това е силата, с която опората действа на тялото поставено върху наклонената равнина) mg cos θ.
2. Силата на тежестта G (това е силата на земното притегляне, действаща вертикално надолу G=m.g).
3. Силите на триене f действащи успоредно на равнината.

Можем да разложим гравитационната сила на два вектора, един перпендикулярен и един успореден на равнината. При неналичието на движение перпендикулярно на равнината, на част от гравитационната сила в тази посока (mg cos θ) трябва да бъде равна и противоположна на нормалната сила упражнявана от равнината, N. Ако останалата част от гравитационната сила успоредна на повърхността (mg sin θ) е по-голяма от статично триещата се сила fт – тогава тялото ще се плъзне надолу по наклонената равнина с ускорение (g sin θ − fк/m), където fк е кинетично триещата се сила – в противен случай ще остане в покой.
Когато ъгъла на наклонената равнина (θ) е нула, sin θ също е нула тоест тялото не се движи (остава в покой).